# Brent Petway
Brenton "Brent" LaJames Petway (ur. 12 maja 1985 w Warner Robins) – amerykański koszykarz, występujący na pozycji silnego skrzydłowego, obecnie zawodnik Arisu Saloniki.
18 sierpnia 2016 został zawodnikiem klubu Pınar Karşıyaka. 17 sierpnia 2017 podpisał umowę z greckim Arisem Saloniki.

## Osiągnięcia
NCAA
- Mistrz turnieju NIT (2004)[3]
- Finalista konkursu wsadów NCAA (2007)[4]

D-League
- Mistrz D-League (2008)
- Obrońca Roku (2009)[5]
- Zwycięzca konkursu wsadów (2008)[5]
- Uczestnik D-League All-Star Game (2009)[6]
- 2-krotny uczestnik konkursu wsadów (2008, 2009)[5]

Inne
- Mistrz:
  - Grecji (2015)[6]
  - Turnieju Interkontynentalnego FIBA (2013)[6]
- Wicemistrz:
  - Euroligi (2015)
  - Grecji (2014)
- MVP:
  - greckiego All-Star Game (2013)[5]
  - rundy ligi greckiej (5, 13, 21 – 2012/13)[5]
- Zwycięzca konkursu wsadów ligi greckiej (2013)
- Laureat nagród:
  - Most Journalistic Player ligi greckiej (2013)
  - Najbardziej spektakularny zawodnik ligi greckiej (2013)
- Lider ligi greckiej w blokach (2013)